# 571 v. Chr.
Portal Geschichte | Portal Biografien | Aktuelle Ereignisse | Jahreskalender | Tagesartikel

◄ |
7. Jahrhundert v. Chr. |
6. Jahrhundert v. Chr. |
5. Jahrhundert v. Chr. |
►

◄ | 590er v. Chr. | 580er v. Chr. | 570er v. Chr. | 560er v. Chr. |
550er v. Chr. |
►

◄◄ | ◄ | 574 v. Chr. | 573 v. Chr. | 572 v. Chr. | 571 v. Chr. |
570 v. Chr. |
569 v. Chr. |
568 v. Chr. |
► |
►►

## Ereignisse

### Politik und Weltgeschehen
- Kleisthenes von Sikyon verheiratet seine Tochter Agariste nach einem einjährigen Auswahlprozess mit dem Athener Megakles aus dem Geschlecht der Alkmaioniden.

### Wissenschaft und Technik
- In seinem 33. Regierungsjahr (572 bis 571 v. Chr.) lässt der neubabylonische König Nebukadnezar II. den Schaltmonat Addaru II ausrufen, der am 20. März[1] beginnt.
- Im babylonischen Kalender fällt das babylonische Neujahr des 1. Nisannu auf den 19.–20. April[1], der Vollmond im Nisannu auf den 4. Mai[1] und der 1. Tašritu auf den 14.–15. Oktober[1].[2]